# 卡萨雷斯
卡萨雷斯，是西班牙安达卢西亚自治区马拉加省的一个市镇。 总面积162平方公里，总人口3387人（2001年），人口密度21人/平方公里。